# Радлова, Лидия Николаевна
Ли́дия Никола́евна Ра́длова (1913—1999) — советский и российский астроном, кандидат физико-математических наук, талантливый астроном-исследователь и организатор науки. Ведущий специалист в СССР в области астрономии, информатизации науки, популяризации астрономии.

## Биография
Лидия Николаевна Радлова родилась 23 декабря 1913 года в Санкт-Петербурге, в семье художников — профессора Академии художеств, Николая Эрнестовича Радлова (сына философа, директора Императорской публичной библиотеки Э. Л. Радлова) и Эльзы Яковлевны Зандер.
Училась в Петришуле с 1923 по 1930 год. В 1931 году поступила на физико-математический факультет Ленинградского государственного университета (ЛГУ). Студенткой она приняла участие в экспедиции ленинградских астрономов во главе с известным планетчиком В. В. Шароновым в Красноярск для наблюдения знаменитого полного солнечного затмения 19 июня 1936 года После окончания университета в 1936 году она работала младшим научным сотрудником, а в 1938 году поступила в аспирантуру к В. В. Шаронову. Её основные научные исследования были посвящены фотометрии Луны и планет. В 1941 году Л. Н. Радлова окончила аспирантуру. С 1940 по 1944 годы она работала старшим научным сотрудником ленинградского Естественнонаучного ин-та им. П. Ф. Лесгафта. Тогда же, в 1942—1944 годах работала по совместительству старшим научным сотрудником Московского Государственного института мер и измерительных приборов «МГИМИП».
В 1943 году возобновил работу в обычном режиме Московский государственный университет, и Л. Н. Радлова защитила кандидатскую диссертацию «Колориметрическое исследование лунной поверхности» на ученом совете механико-математического факультета МГУ. В январе 1944 года она была принята на работу старшим научным сотрудником в Государственный астрономический институт имени П. К. Штернберга (ГАИШ) при МГУ. Лидия Николаевна начала работать в лаборатории «Новых звезд и планетарных туманностей» под руководством профессора Б. А. Воронцова-Вельяминова. С апреля 1953 года, то есть с момента основания, и по 1983 год Л. Н. Радлова работала во Всесоюзном институте научной и технической информации АН СССР, и вместе с И. С. Щербиной-Самойловой и К. Ф. Огородниковым стояла у истоков создания Реферативного Журнала «Астрономия и Геодезия». Л. Н. Радлова была редактором раздела «Солнечная система», вместе с П. Г. Куликовским вела «Общий раздел. История астрономии»; с А. П. Челомбитько, а позднее с В. Г. Шамаевым разделы «Астрометрия» и «Астрономические инструменты». Одновременно она была Ученым секретарем Объединённой редколлегии РЖ «Астрономия и Геодезия» .
Первым браком (1934—1944) была замужем за физикохимиком Фёдором Фёдоровичем Волькенштейном

## Интересные факты

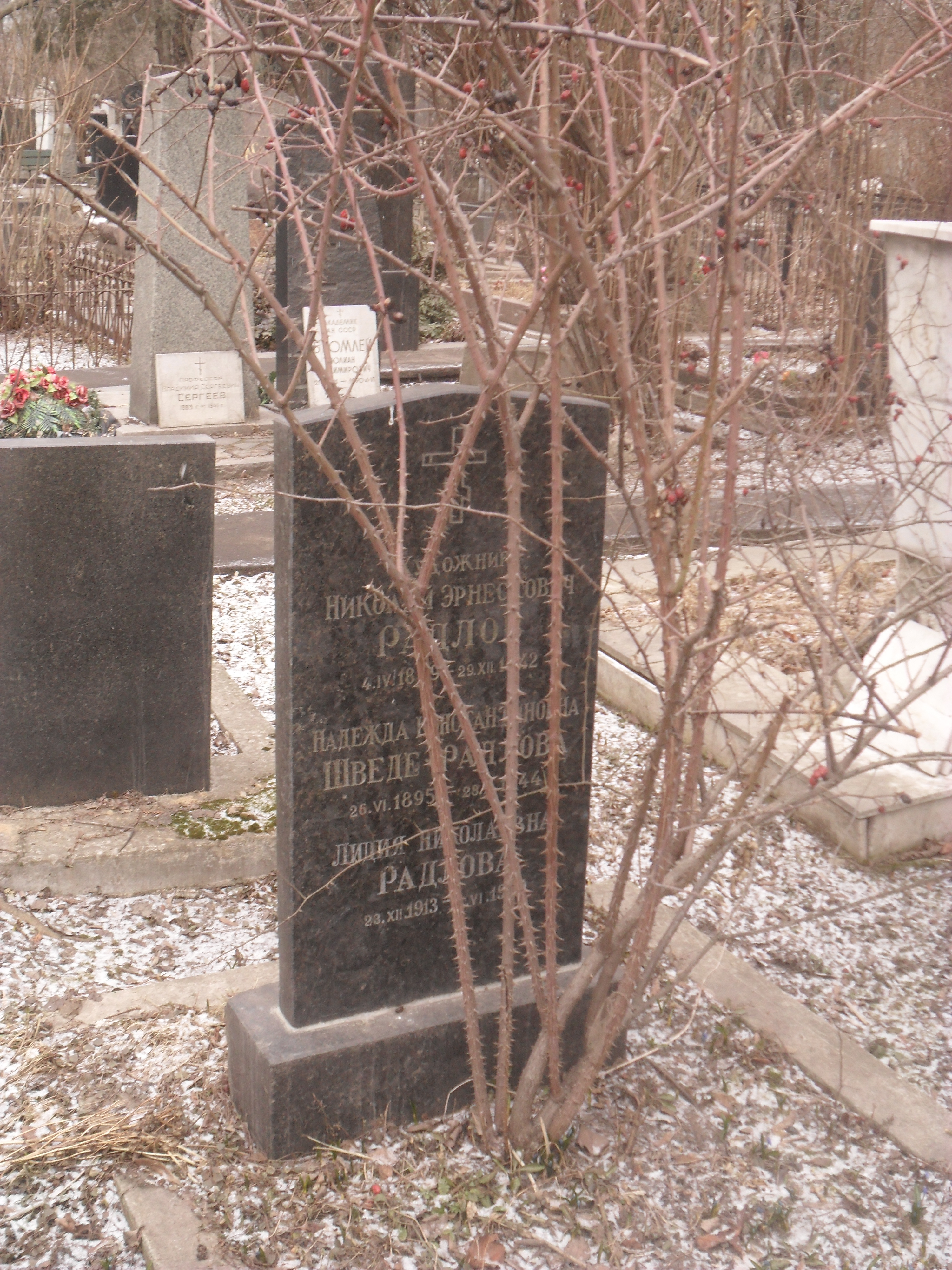
Могила Радловых на Новодевичьем кладбище Москвы.

Лидия Николаевна вместе со своим мужем Б. Ю. Левиным, известным космогонистом и исследователем комет, написала  книгу для детей младшего возраста «Астрономия в картинках», которую проиллюстрировала красочными картинками её дочь Е. Ф. Радлова. Книга переведена на многие языки и выдержала 15 изданий.
«Художественные таланты семьи Радловой—Левина ярко проявились, когда Л. Н. и Б. Ю. истинно порадовали уже смертельно больного Отто Юльевича Шмидта коллажем, изображавшим его как знаменитого „ледового комиссара“ (определение Льва Кассиля) на льдине после гибели „Челюскина“ (1934 год) и сопровождавшимся стихами:
В Ледовитом океане

без руля и без ветрил

Отто плавает в тумане,

бородою всех прикрыл.

(дружеский шарж Ф. П. Решетникова), а ещё — коллажем ко дню его рождения, изображавшим О. Ю. сидящим в любимой позе йога на берегу Рижского залива на фоне его же развертывающейся космогонической картины творения нашей планетной системы…» (А. И. Еремеева).
Выйдя на пенсию, Лидия Николаевна посвятила себя прекрасному делу — организации ряда выставок в городе своей юности Ленинграде, посвященных творчеству её знаменитого отца: «Кривое зеркало. Шаржи и карикатура XX века» (Музей А. Ахматовой в Фонтанном доме, 1992), «Николай Радлов. Из творческого наследия» (Отдел эстампов в РНБ, 1993) и др.